# Термінал ЗПГ Мармара Ереглісі
Термінал ЗПГ Мармара Ереглісі – інфраструктурний об’єкт для прийому та регазифікації зрідженого природного газу в порту Мармара Ереглісі у 40 км на захід від Стамбулу.
Термінал, споруджений турецькою державною компанією BOTAS, ввели в експлуатацію у 1994 році. Його пропускна здатність становить 4,6 млн.т ЗПГ на рік (6,4 млрд.м3), а сховище складається з трьох резервуарів об’ємом по 85000 м3. Причал терміналу довжиною 380 метрів може обслуговувати газові танкери вантажоємністю від 40000 до 130000 м3.
Перед спорудженням терміналу було укладено довгостроковий контракт на купівлю 4 млрд.м3 газу в рік у алжирської Sonatrach.
В середині 2010-х років оголосили про наміри суттєвого розширення терміналу, зокрема шляхом спорудження четвертого резервуару з об'ємом 160000 м3. 